# Villanueva (Balboa)
Villanueva es una localidad española perteneciente al municipio de Balboa, en la provincia de León, comunidad autónoma de Castilla y León.

## Geografía

### Ubicación
| Noroeste: Castañeiras | Norte: Castañeiras | Noreste: Fuente de Oliva |
| Oeste: O Cumial       |                    | Este: Ruideferros        |
| Suroeste Parajís      | Sur: Parajís       | Sureste: Parajís         |

## Demografía
Evolución de la población
| Gráfica de evolución demográfica de Villanueva (León) entre 2000 y 2016 |
|                                                                         |
| Población de derecho (2000-2016) según el padrón municipal del INE      |